# Burning Rain
Burning Rain är en rockgrupp bildad 1998 i Los Angeles, Kalifornien av gitarristen Doug Aldrich och sångaren Keith St. John. Senare tillkom basisten Ian Mayo och trummisen Alex Macarovich. Efter en paus efter albumet Pleasure to Burn, samlades Dough Aldrich och Keith St. John åter och spelade inn albumet Epic Obsession 2013 tillsammans med basisten Sean McNabb (från Dokken) och trummisen Matt Starr (i backingbandet till Ace Frehley).

## Medlemmar
Nuvarande medlemmar
- Doug Aldrich – gitarr (1998–2001, 2013–2014, 2018–)
- Keith St. John – sång (1998–2001, 2013–2014, 2018–)
- Sean McNabb – basgitarr (2018–)
- Matt Starr – trummor (2018–)

Tidigare medlemmar
- Ian Mayo – basgitarr (1999–2001)
- Alex Makarovich – trummor (1999–2001)
- Sean McNabb – basgitarr (2013–2014)
- Matt Starr – trummor (2013–2014)

## Diskografi
Studioalbum
- 1999 – Burning Rain
- 2000 – Pleasure to Burn
- 2013 – Epic Obsession
- 2019 – Face The Music

Singlar
- 2013 – "My Lust Your Fate"

Diversa artister
- 2013 – A World With Heroes (A Kiss Tribute - For Cancer Care)